# Fénay
Fénay és un municipi francès, situat al departament de la Costa d'Or i a la regió de Borgonya - Franc Comtat. L'any 2007 tenia 1.340 habitants.

## Demografia

### Població
El 2007 la població de fet de Fénay era de 1.340 persones. Hi havia 544 famílies, de les quals 91 eren unipersonals (34 homes vivint sols i 57 dones vivint soles), 257 parelles sense fills, 170 parelles amb fills i 26 famílies monoparentals amb fills.
La població ha evolucionat segons el següent gràfic:
Habitants censats

### Habitatges
El 2007 hi havia 572 habitatges, 548 eren l'habitatge principal de la família, 2 eren segones residències i 22 estaven desocupats. 521 eren cases i 50 eren apartaments. Dels 548 habitatges principals, 462 estaven ocupats pels seus propietaris, 81 estaven llogats i ocupats pels llogaters i 5 estaven cedits a títol gratuït; 37 tenien dues cambres, 35 en tenien tres, 98 en tenien quatre i 378 en tenien cinc o més. 491 habitatges disposaven pel capbaix d'una plaça de pàrquing. A 202 habitatges hi havia un automòbil i a 334 n'hi havia dos o més.

### Piràmide de població
La piràmide de població per edats i sexe el 2009 era:
| Homes | Edats   | Dones |
| ----- | ------- | ----- |
| 0     | 95 o +  | 0     |
| 0     | 90 a 94 | 12    |
| 8     | 85 a 89 | 8     |
| 8     | 80 a 84 | 0     |
| 12    | 75 a 79 | 8     |
| 24    | 70 a 74 | 16    |
| 48    | 65 a 69 | 40    |
| 44    | 60 a 64 | 52    |
| 56    | 55 a 59 | 60    |
| 76    | 50 a 54 | 60    |
| 64    | 45 a 49 | 48    |
| 44    | 40 a 44 | 48    |
| 40    | 35 a 39 | 56    |
| 24    | 30 a 34 | 28    |
| 40    | 25 a 29 | 48    |
| 20    | 20 a 24 | 44    |
| 44    | 15 a 19 | 32    |
| 48    | 10 a 14 | 48    |
| 56    | 5 a 9   | 32    |
| 40    | 0 a 4   | 12    |

## Economia
El 2007 la població en edat de treballar era de 883 persones, 640 eren actives i 243 eren inactives. De les 640 persones actives 607 estaven ocupades (320 homes i 287 dones) i 32 estaven aturades (11 homes i 21 dones). De les 243 persones inactives 118 estaven jubilades, 85 estaven estudiant i 40 estaven classificades com a «altres inactius».

### Ingressos
El 2009 a Fénay hi havia 534 unitats fiscals que integraven 1.368,5 persones, la mediana anual d'ingressos fiscals per persona era de 24.413 €.

### Activitats econòmiques
Dels 50 establiments que hi havia el 2007, 1 era d'una empresa alimentària, 5 d'empreses de fabricació d'altres productes industrials, 15 d'empreses de construcció, 10 d'empreses de comerç i reparació d'automòbils, 5 d'empreses de transport, 2 d'empreses d'hostatgeria i restauració, 3 d'empreses immobiliàries, 6 d'empreses de serveis, 2 d'entitats de l'administració pública i 1 d'una empresa classificada com a «altres activitats de serveis».
Dels 14 establiments de servei als particulars que hi havia el 2009, 2 eren tallers de reparació d'automòbils i de material agrícola, 5 guixaires pintors, 5 lampisteries, 1 electricista i 1 restaurant.
Dels 2 establiments comercials que hi havia el 2009, 1 era una fleca i 1 una sabateria.
L'any 2000 a Fénay hi havia 5 explotacions agrícoles que ocupaven un total de 670 hectàrees.

## Equipaments sanitaris i escolars
El 2009 hi havia 1 escola maternal i 1 escola elemental.

## Poblacions més properes
El següent diagrama mostra les poblacions més properes.